# Eric Comrie
Eric Comrie (nacido el 6 de julio de 1995) es un canadiense, portero de hockey sobre hielo que juega actualmente para el Manitoba Moose en la Liga Americana de Hockey (AHL) como una prospecto para los Jets de Winnipeg de la Liga Nacional de Hockey (NHL). Comrie fue seleccionado por los Jets de Winnipeg en la segunda ronda (general 59a) de la NHL Entry Draft 2013.

## Carrera
Comrie nació en Edmonton, Alberta, pero se mudó a Newport Beach, California con su familia cuando tenía nueve años. Él jugó hockey menor con los Selects LA (ahora los Reyes LA Jr.) en el nivel 1 de la Liga Elite de hockey. Comrie fue seleccionado en la primera ronda, 13° en general, por Tri-City Americans, en el Proyecto WHL Bantam 2010. Durante la temporada 2010-11, Comrie jugó para el equipo Selects Sub-16. 

### Amateur
Durante la temporada de novato de Comrie (2011-2012) con los estadounidenses, apareció en 31 juegos, registrando un porcentaje de 0.900. Comrie mejoró su juego en la temporada 2012-13 hasta que una lesión en la cadera lo 'apagó' después de 37 apariciones.  En el final de la temporada fue clasificado en segundo lugar entre los porteros de América del Norte por el Servicio central de exploración de NHL. Comrie fue preparado para el segundo round (59° en general) por los Jets de Winnipeg. Comrie tuvo una fuerte temporada de 2013-14, lo que lleva la WHL a tener un buen porcentaje (.925), y fue llamado a la WHL (West), el segundo equipo estrella.

### Profesional
Comrie firmó un contrato de tres años con los Jets el 24 de diciembre de 2013. Después de la conclusión de la temporada estadounidense 2013-14, Comrie se unió a St. John's IceCaps, afiliado de los Jets AHL. Él apareció en dos juegos obteniendo un porcentaje de 0.829 y un GAA de 6.35. Comrie fue nuevamente convocado, al final de la temporada de 2014 a 15 de St. John's IceCaps. Comrie registró un récord de 2-1-0, con un GAA de 2.20 y un porcentaje de 0,920.

## Juegos internacionales
Durante la temporada 2012-13, Comrie jugó en el equipo del Pacífico para la Competencia Mundial de hockey Sub-17, terminando en quinto. Él ganó una medalla de oro jugando para el equipo de Canadá en el Torneo Memorial a Ivan Hlinka 2013. También jugó para el equipo de Canadá en el Campeonato Mundial de Hockey sobre Hielo Sub- 20, ayudándoles a llevar a una medalla de oro.

## Vida personal
Comrie es el hijo del fundador de 'The Brick', Bill Comrie, y el medio hermano de los exjugadores de la NHL Paul y Mike Comrie. Comrie era compañero con su hermano menor, Ty, en el equipo Tri-City Americans, principal equipo junior de hockey.

## Estadísticas de su carrera
| [2011–12] | Tri-City Americans  | WHL   | 31 | 19 | 6  | 2 | 1663 | 74  | 3 | 2.67 | .900 |   |   |   |     |     |    |      |      |
| [2012–13] | Tri-City Americans  | WHL   | 37 | 20 | 14 | 3 | 2178 | 95  | 2 | 2.62 | .915 |   |   |   |     |     |    |      |      |
| [2013–14] | Tri-City Americans  | WHL   | 60 | 26 | 25 | 9 | 3523 | 151 | 4 | 2.57 | .924 | 5 | 1 | 4 | 295 | 17  | 0  | 3.46 | .917 |
| [2013–14] | St. John's Ice Caps | AHL   | 2  | 0  | 2  | 0 | 113  | 12  | 0 | 6.35 | .829 |   |   |   |     |     |    |      |      |
| [2014–15] | Tri-City Americans  | WHL   | 40 | 20 | 19 | 1 | 2402 | 115 | 1 | 2.87 | .914 | 4 | 0 | 4 | 0   | 256 | 18 | 4.22 | .894 |
| [2014–15] | St. John's Ice Caps | AHL   | 3  | 2  | 1  | 0 | 185  | 7   | 0 | 2.27 | .920 |   |   |   |     |     |    |      |      |
| Total     | Total               | Total | 5  | 2  | 3  | 0 | 298  | 19  | 0 | 3.83 | .880 |   |   |   |     |     |    |      |      |